# Hans von Dörnberg (Amtmann)
Hans von Dörnberg (* 1465; † 1506 in Erfurt) war Amtmann und Rat des Landgrafen Wilhelm III. von Oberhessen.

## Familie
Seine Eltern waren Wilhelm von Dörnberg (1425–1496), älterer Bruder des späteren landgräflichen Hofmeisters Hans von Dörnberg, und dessen zweite Ehefrau Eva geb. von Eschwege. Sein jüngerer Bruder Wilhelm wurde Burgmann der Burggrafschaft Friedberg, Rat des Landgrafen Wilhelm II. von Hessen und der Landgrafenwitwe und Regentin Anna, sowie Beisitzer am 1500 eingerichteten Hofgericht Marburg.
Hans von Dörnberg war verheiratet mit Elisabeth von Nordeck zur Rabenau, Tochter von Hermann von Nordeck zu Rabenau. Die 1487 geborene Tochter Liutgard (Luckel, Luzie) der beiden heiratete 1506 Philipp Meysenbug.

## Leben
Hans trat in den Dienst des in Marburg residierenden, aber noch unmündigen Landgrafen Wilhelm III. von Oberhessen, genauer gesagt in die seines Onkels Hans von Dörnberg, der von 1483 bis 1489 Statthalter und damit de-facto-Regent von Oberhessen war. Dort ist Hans 1487 und 1489 bezeugt. Danach erscheint er zwischen Februar 1491 und Juni 1496 mehrfach im Kanzleigericht zu Marburg. 1494, 1496 und noch 1499 ist er als Amtmann in Ziegenhain beurkundet. 1497 ernannte der inzwischen volljährige Landgraf Wilhelm III. ihn und Gottfried von Cleen zu seinen Bevollmächtigten auf dem Reichstag 1497 zu Worms. In den Jahren 1500 bis 1502 wird er als Rat der Landgrafen Wilhelm III. († 17. Februar 1500) und Wilhelm II. und 1501 als Beisitzer am Hofgericht in Marburg genannt. Dann aber wird er nicht mehr als landgräflicher Beamter erwähnt; offenbar beendete der Sturz seines Onkels, des Marburger Hofmeisters, im Jahre 1501 auch seine Laufbahn in hessischem Dienst.
Er unternahm 1502 eine Reise ins Heilige Land und machte daher zuvor noch sein Testament. Er soll 1506 in Erfurt verstorben sein. Den Brautschatz für seine hinterbliebene Tochter Liutgard zahlte sein Bruder, Liutgards Onkel Wilhelm von Dörnberg.